# گرانت ریلر
گرانت ریلر (انگلیسی: Grant Riller؛ زادهٔ ۸ فوریهٔ ۱۹۹۷) بازیکن بسکتبال اهل ایالات متحده آمریکا است.